# Lee Spick
Lee Spick est un joueur professionnel de snooker de nationalité anglaise. Il est né le 25 avril 1980 à Mansfield dans le Nottinghamshire et mort le 26 janvier 2015.

## Carrière
Il a été champion d'Angleterre des moins de quinze ans en 1994 et a rejoint le circuit principal en 2000. Spick est de nouveau champion d'Angleterre en 2001 ; cette fois-ci dans la catégorie adulte. Au championnat du monde 1999, il passe trois tours, mais perd 3-5 face à James McBain au cinquième tour des qualifications. L'année suivante, il fait encore mieux en passant cinq tours pour perdre 5-10 face à David Roe au sixième tour des qualifications. Lors des saisons 2000-2001 et 2001-2002, Lee Spick réussit un beau parcours au championnat Benson & Hedges, en passant cinq tours, mais il perd 4-5 en quart de finale face à Mark Davis puis, 3-5 face à Shaun Murphy l'année suivante.
Il faut attendre la saison 2004-2005 pour voir Lee Spick se distinguer une nouvelle fois au championnat du monde : lors de l'édition 2005, il passe huit tours de qualifications, battant entre autres David Gilbert par 10-5, Ding Junhui par 10-7 et Bjorn Haneveer par 10-7, avant d'être battu 2-10 par Stuart Bingham. L'année suivante, il passe deux tours mais perd 9-10 face à l'ancien champion du monde 1991 ; John Parrott au dernier tour des qualifications du championnat du monde 2006. La même année, Lee Spick atteint les huitièmes de finale du tournoi de qualification pour les Masters en battant Sean Storey par forfait, puis Marco Fu par 5 manches à deux, mais il finit par s'incliner 2-5 face à Fergal O'Brien.
Il connait un beau parcours à l'Open de Chine 2007, dominant Jeff Cundy (5-3), Tony Drago par le même score, puis Dominic Dale (5-4). James Wattana le défait finalement par 5 manches à 1 au dernier tour des qualifications. Il reproduit le même parcours lors de l'édition suivante, en battant Ashley Wright et Rod Lawler par le même score de 5-1, puis Mark Davis (5 à 3), avant d'être sèchement battu par Dave Harold, 5 manches à rien. Lee Spick atteint le dernier tour des qualifications du trophée d'Irlande du Nord 2007 en battant Liu Chuang, sur le score de 5 manches à 4, puis Paul Davies (5-3), mais il est une nouvelle fois battu par James Wattana (2-5).
Il réussit un beau parcours au championnat du monde 2009 : il est seulement battu 8-10 (après avoir mené 5-0) au dernier tour des qualifications par le sextuple champion du monde, Steve Davis, mais il avait battu auparavant Stephen Craigie et Barry Pinches par le même score de 10 contre 5, puis Adrian Gunnell.
Sa dernière performance à ce jour a eu lieu durant le Masters de Shanghai 2009, lors duquel il bat Andrew Norman, Tom Ford et Michael Judge, avant de s'incliner face à l'Anglais Stephen Lee au dernier tour des qualifications. Ce bon résultat n'a cependant pas suffi à préserver sa place sur le circuit professionnel pour la saison suivante. C'est alors qu'en 2012, il annonce sa retraite sportive.
Il fait son retour en 2013, et décède deux ans plus tard, des suites d'un cancer de l'estomac ; il est âgé de 34 ans. Il n'aura jamais disputé le moindre grand tableau de tournoi classé.

## Palmarès
| Légende | Catégorie                        | Titres                         | Finales                        |
|         | Tournois classés                 | 0                              | 0                              |
|         | Tournois non classés             | 1                              | 0                              |
|         | Tournois du circuit du challenge | 1                              | 0                              |
|         | Tournois amateurs                | 1                              | 0                              |
| Gras    | Tournois de la triple couronne   | Tournois de la triple couronne | Tournois de la triple couronne |

### Titres
| Saison    | Nom du tournoi                   | Lieu      | Finaliste   | Score | Tableau |
| 2001      | Open d'Angleterre amateur        |           | Kurt Maflin | 2-0   |         |
| 2001-2002 | Circuit du challenge (épreuve 3) | Harrogate | Joe Delaney | 5-2   |         |
| 2001-2002 | Circuit de la WPBSA (épreuve 5)  | Stockport | Mark Gray   | 5-3   |         |